# Indium (111In) imciromab
Indium (111 In) imciromab (tên thương mại Myoscint) là một kháng thể đơn dòng chuột được dán nhãn với đồng vị phóng xạ Indium-111. Nó được sử dụng để chụp ảnh tim, nhưng đã rút vào năm 1993.